# Psydrax
Psydrax es un género de plantas con flores del orden Gentianales de la familia Rubiaceae.
Se encuentra en las regiones tropicales del mundo.

## Especies
- Psydrax acutiflora (Hiern) Bridson
- Psydrax ammophila S.T.Reynolds & R.J.F.Hend.
- Psydrax amplifolia (Elmer)A.P.Davis
- Psydrax ankotekonensis (Cavaco) A.P.Davis & Bridson
- Psydrax arnoldiana (De Wild. & T.Durand) Bridson
- Psydrax attenuata (R.Br. ex Benth.) S.T.Reynolds & R.J.F.Hend.
- Psydrax austro-orientalis (Cavaco) A.P.Davis & Bridson
- Psydrax banksii S.T.Reynolds & R.J.F.Hend.
- Psydrax bathieana (Cavaco)A.P.Davis & Bridson
- Psydrax bridsoniana Cheek & Sonké
- Psydrax calcicola (Craib)A.P.Davis
- Psydrax cymigera (Valeton)S.T.Reynolds & R.J.F.Hend.
- Psydrax dicoccos Gaertn.
- Psydrax dunlapii (Hutch. & Dalziel) Bridson
- Psydrax esirensis (Cavaco) A.P.Davis & Bridson
- Psydrax fasciculata (Blume) A.P.Davis
- Psydrax faulknerae Bridson
- Psydrax ficiformis (Hook.f.) Bridson
- Psydrax forsteri S.T.Reynolds & R.J.F.Hend.
- Psydrax fragrantissima (K.Schum.) Bridson
- Psydrax gilletii (De Wild.) Bridson
- Psydrax graciliflora (Merr. & L.M.Perry) S.T.Reynolds & R.J.F.Hend.
- Psydrax grandifolia (Thwaites) Ridsdale
- Psydrax graniticola (Chiov.) Bridson
- Psydrax horizontalis (SChumach. & Thonn.) Bridson
- Psydrax johnsonii S.T.Reynolds & R.J.F.Hend.
- Psydrax kaessneri (S.Moore) Bridson
- Psydrax kibuwae Bridson
- Psydrax kingii (Hook.f.) Bridson & Springate
- Psydrax kraussioides (Hiern) Bridson
- Psydrax lamprophylla (F.Muell.) Bridson
- Psydrax latifolia (F.Muell. ex Benth.) S.T.Reynolds & R.J.F.Hend.
- Psydrax laxiflorens S.T.Reynolds & R.J.F.Hend.
- Psydrax lepida S.T.Reynolds & R.J.F.Hend.
- Psydrax livida (Hiern) Bridson
- Psydrax locuples (K.Schum.) Bridson
- Psydrax longipes S.T.Reynolds & R.J.F.Hend.
- Psydrax longistyla (Merr.) A.P.Davis
- Psydrax lynesii Bullock ex Bridson
- Psydrax maingayi (Hook.f.) Bridson
- Psydrax manambyana (Cavaco) A.P.Davis & Bridson
- Psydrax manensis (Aubrév. & Pellegr.) Bridson
- Psydrax martinii (Dunkley) Bridson
- Psydrax micans (Bullock) Bridson
- Psydrax moandensis Bridson
- Psydrax moggii Bridson
- Psydrax montana (Thwaites) Ridsdale
- Psydrax montigena S.T.Reynolds & R.J.F.Hend.
- Psydrax mutimushii Bridson
- Psydrax nitida (Craib) K.M.Wong
- Psydrax obovata (Klotzsch ex Eckl. & Zeyh.) Bridson
- Psydrax occidentalis (Cavaco) A.P.Davis & Bridson
- Psydrax odorata (G.Forst.) A.C.Sm. & S.P.Darwin
- Psydrax oleifolia (Hook.) S.T.Reynolds & R.J.F.Hend.
- Psydrax pallida S.T.Reynolds & R.J.F.Hend.
- Psydrax palma (K.Schum.) Bridson
- Psydrax paludosa S.T.Reynolds & R.J.F.Hend.
- Psydrax paradoxa (Virot) Mouly
- Psydrax parviflora (Afzel.) Bridson
- Psydrax pendulina S.T.Reynolds & R.J.F.Hend.
- Psydrax pergracilis (Bourd.) Ridsdale
- Psydrax polhillii Bridson
- Psydrax recurvifolia (Bullock) Bridson
- Psydrax reticulata (C.T.White) S.T.Reynolds & R.J.F.Hend.
- Psydrax richardsiae Bridson
- Psydrax rigidula S.T.Reynolds & R.J.F.Hend.
- Psydrax robertsoniae Bridson
- Psydrax saligna S.T.Reynolds & R.J.F.Hend.
- Psydrax sambiranensis (Cavaco) A.P.Davis & Bridson
- Psydrax schimperiana (A.Rich.) Bridson
- Psydrax sepikensis A.P.Davis
- Psydrax shuguriensis Bridson
- Psydrax splendens (K.Schum.) Bridson
- Psydrax suaveolens (S.Moore) S.T.Reynolds & R.J.F.Hend.
- Psydrax subcordata (DC.) Bridson
- Psydrax suborbicularis (C.T.White) S.T.Reynolds & R.J.F.Hend.
- Psydrax tropica S.T.Reynolds & R.J.F.Hend.
- Psydrax umbellata (Wight) Bridson
- Psydrax virgata (Hiern) Bridson
- Psydrax whitei Bridson